# Paul McGann
Paul John McGann (Liverpool, 14 de novembro de 1959) é um ator inglês que tornou-se conhecido pela série The Monocled Mutineer em 1986, no qual interpretou o papel principal. Ele também é conhecido por seu papel em Withnail and I e por retratar o Oitavo Doutor, na premiada série britânica Doctor Who em 1996 e em 2013.
McGann nasceu em Kensington, Liverpool, em 1959, em uma família católica. Sua mãe, Clare, era professora e seu pai, um metalúrgico. Seus irmãos Joe, Mark e Stephen McGann também seguem a carreira artística.